# Arles
Arles (prowan. Arle) – miejscowość i gmina we Francji, w regionie Prowansja-Alpy-Lazurowe Wybrzeże, w departamencie Delta Rodanu, nad rzeką Rodan. W średniowieczu stolica królestwa.
Według danych na rok 2018 gminę zamieszkiwało 51 831 osób, a gęstość zaludnienia wynosiła 68.6 osób/km² (wśród 963 gmin regionu Prowansja-Alpy-W. Lazurowe Arles plasuje się na 9. miejscu pod względem liczby ludności, natomiast pod względem powierzchni na miejscu 1.). W mieście znajduje się stacja kolejowa Gare d’Arles.
Zabytki pochodzące z czasów rzymskich (m.in. amfiteatr z 20 000 miejsc) i romańskie (katedra) zostały w 1981 roku wpisane na listę światowego dziedzictwa UNESCO. W amfiteatrze w Arles kręcono także kluczowe sceny filmu akcji "Ronin", z udziałem Roberta De Niro oraz Jeana Reno. Kilka kilometrów od miasta znajduje się opactwo św. Piotra w Montmajour.
W tym mieście tworzył malarz Vincent van Gogh. Według tradycji pierwszym biskupem miasta był św. Trofim z Arles. Na przełomie V/VI w. biskupem był tu święty Cezary z Arles, Ojciec Kościoła, którego dzieła teologiczne wydawane są w wielu językach po dziś dzień. Z miasta tego pochodziła rekordzistka długości życia ludzkiego, Jeanne Calment (1875–1997).
W okolicy miasta duże uprawy drzew i krzewów owocowych, m.in. winorośli.

## Znane osoby urodzone w Arles
- Jeanne Calment, rekordzistka długości życia ludzkiego
- Djibril Cissé, piłkarz reprezentacji Francji

## Współpraca
Miejscowości partnerskie:
- Cubelles, Hiszpania
- Fulda, Niemcy
- Jerez de la Frontera, Hiszpania
- Kalymnos, Grecja
- Psków, Rosja
- Sagné, Mauretania
- Vercelli, Włochy
- Verviers, Belgia
- Wisbech, Wielka Brytania
- York, Stany Zjednoczone
- Zhouzhuang, Chiny